# Alucita decaryella
Alucita decaryella är en fjärilsart som beskrevs av Pierre E.L. Viette 1956. Alucita decaryella ingår i släktet Alucita och familjen mångfliksmott, (Alucitidae). Inga underarter finns listade i Catalogue of Life.